# Annaberg (horské sedlo)

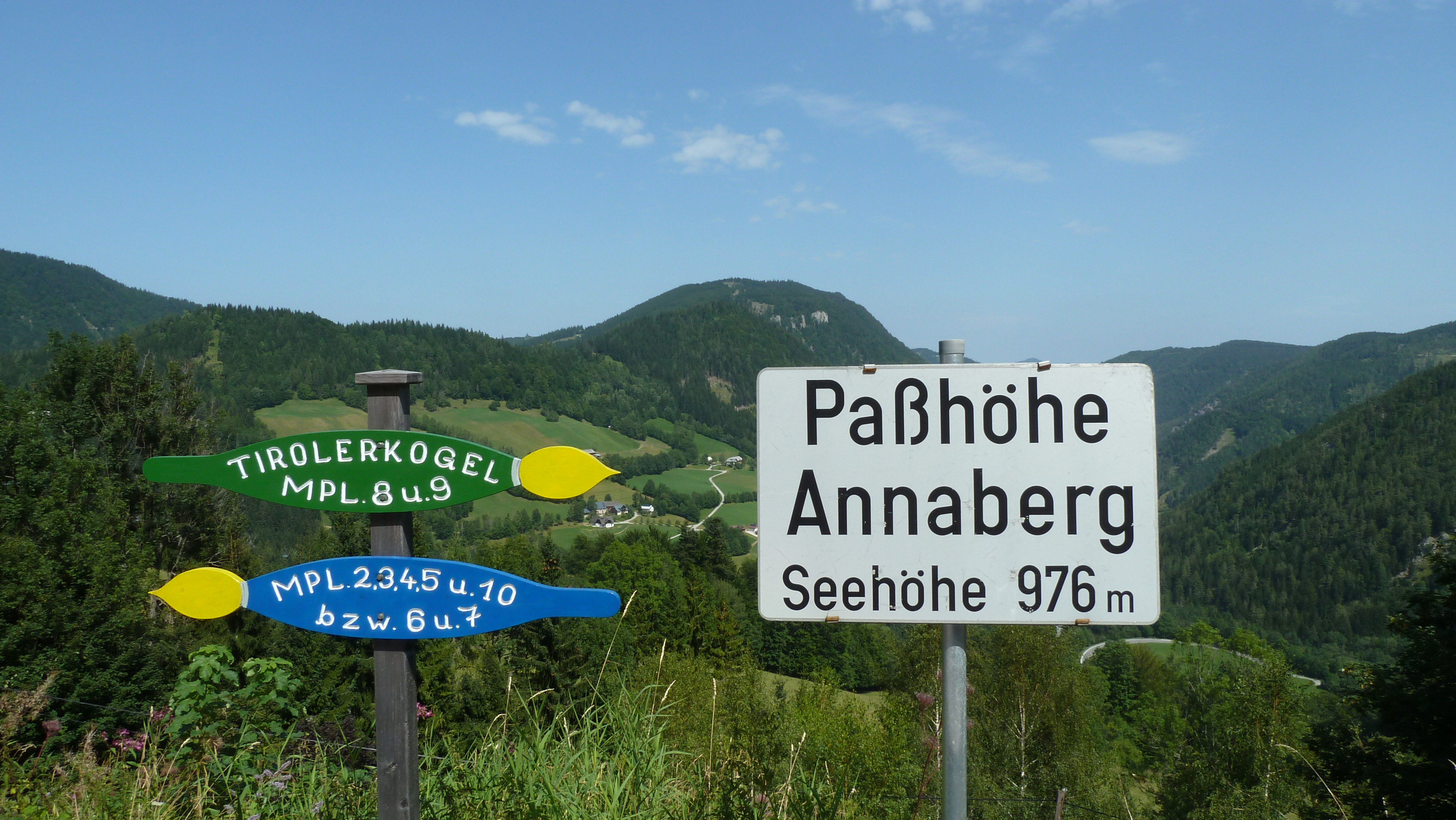
Horské sedlo Annaberg

Annaberg je horské sedlo, které spojuje údolí řeky  Türnitzer Traisen a údolí řeky Erlauf v Dolním Rakousku. Nadmořská výška sedla je 976 m.
Přímo vedle sedla se rozkládá obec Annaberg, která je správním centrem stejnojmenné vesnice. V okolí obce a průsmyku je lyžařské středisko.
Přes průsmyk vede zemská silnice Mariazeller Straße B20. Na silnici, vedoucí na sedlo ve směru od obce Türnitz, je řada prudkých zatáček. Dále, směrem na  
Mariazell je pak další, ještě o trochu vyšší průsmyk u obce Josefsberg. Napadne-li sníh, musí nákladní automobily používat sněhové řetězy.

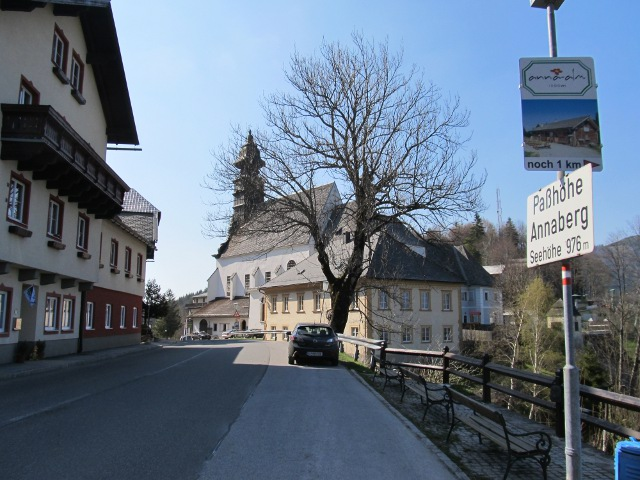
Vesnice Annaberg